# Gabriela Mandujano
Graciela Mandujano fue una política y activista feminista chilena más conocida por su labor en pro de los derechos de las mujeres y el voto femenino en Chile.
Fue una de las fundadoras del primer partido de mujeres de Chile denominado Partido Cívico Femenino en 1922 y en 1927 funda la Unión Femenina de Chile junto a Aurora Argomedo e Isabel Morel. Además, fue una de las fundadoras del Movimiento Pro-Emancipación de las Mujeres de Chile el 11 de mayo de 1931 junto a las activistas Elena Caffarena, Felisa Vergara, Eulogia Román, Marta Vergara, María Ramírez, Domitila Ulloa y Olga Poblete; en tal agrupación fue Secretaria General durante principios de la década de 1940. El nombre de la nana de Papelucho fue un homenaje a Domitila Ulloa.